# Cédric Hervé

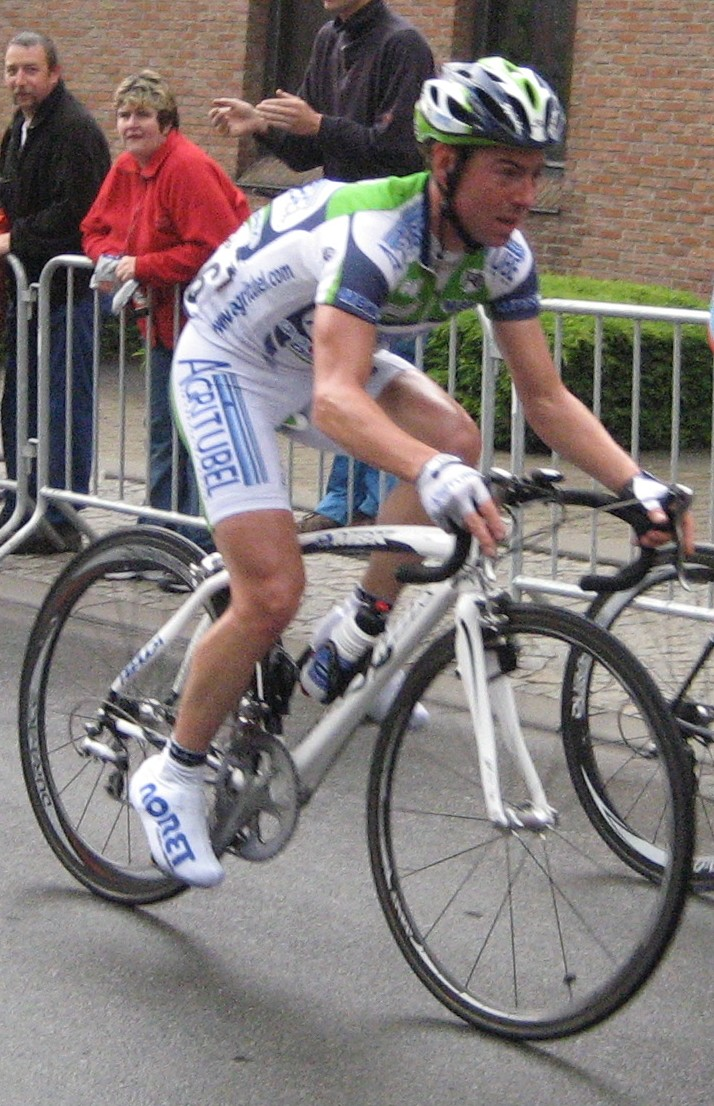
Cédric Hervé (2008)

Cédric Hervé (* 14. November 1979 in Dinan) ist ein ehemaliger französischer Radrennfahrer.
Cédric Hervé begann seine Karriere 2002 bei dem französischen Radsportteam Crédit Agricole. Nach vier erfolglosen Jahren wechselte er 2006 zu dem Continental Team Bretagne-Jean Floc'h. Zunächst wurde er einmal Etappenzweiter bei der Picardie-Rundfahrt und wurde er auch Zweiter der Gesamtwertung. Zwei Wochen später gewann er das Eintagesrennen GP de Plumelec-Morbihan. 2007 wechselte er zum Professional Continental Team Agritubel, für das er die Tor de France 2007 bestritt, bei der er allerdings das Rennen nach der 8. Etappe wegen Überschreitung der Karenzzeit verlassen musste. Nach der Saison 2008 verließ er das Team Agritubel und bestritt 2009 u. a. noch die Tour de Bretagne Cycliste.

## Erfolge
2006
- GP de Plumelec-Morbihan

## Teams
- 2002–2005 Crédit Agricole
- 2006 Bretagne-Jean Floc'h
- 2007–2008 Agritubel